# تشن لينغ
تشن لينغ (بالصينية: 陈玲) هي نبالة صينية، ولدت في 16 يونيو 1987 في دانيانغ، جيانغسو في الصين.

## وصلات خارجية
- تشن لينغ على موقع الاتحاد الدولي للرماية بالسهام (الإنجليزية)
- تشن لينغ على موقع اللجنة الأولمبية الدولية (الإنجليزية)
- تشن لينغ على موقع أوليمبيديا (الإنجليزية)
- تشن لينغ على موقع اللجنة الأولمبية الصينية (الإنجليزية)